# Paul-Émile Wissocq
Pour les autres membres de la famille, voir Famille de Wissocq.
Paul-Émile Wissocq (aussi avec particule : de Wissocq), né le 19 février 1804 à Boulogne-sur-Mer et mort le 5 décembre 1873 à Paris, est un ingénieur et hydrographe français, connu pour ses projets d'aménagement de l'entrée du bassin d'Arcachon et de la baie de Santander, ainsi que pour ses études de projets de chemins de fer en France et en Espagne.

## Biographie
Paul-Émile est le fils de François-Xavier-André Wissocq, avocat et juge, qui est à la Première Restauration maire de Boulogne-sur-Mer et à la Seconde restauration sous-préfet par intérim de Boulogne-sur-Mer. Paul-Émile est élève boursier au collège d’Amiens avant de suivre sa formation d'ingénieur à l'École polytechnique (promotion 1821) de 1821 à 1823. Il entre en 1824 au ministère de la Marine à Paris comme élève hydrographe et est promu ingénieur hydrographe avant de partir faire des sondages en mer en 1828.
Il restera 14 ans dans ce ministère jusqu’à sa démission en 1837 puis il se retire au nord de la France. Il est membre de la Société des ingénieurs civils.

## Bassin d'Arcachon
Wissocq sert au ministère de la Marine entre autres sous Charles Lemercier de Longpré, baron d'Haussez, qui fut préfet de la Gironde (1826), député des Landes (1828-1830) et ministre de la Marine (1829-1830) et qui le fait porter son attention aux départements des Landes et de la Gironde. Ainsi, Wissocq développe vers 1839 un projet pour améliorer l'entrée du bassin d'Arcachon. Il propose la fermeture des passes du Sud et du Nord. Ce projet est en relation avec le projet de chemin de fer de Bordeaux à La Teste, deux projets considérés importants pour le développement économique de cette zone côtière.
C'est « le temps des investisseurs » et Wissocq, après sa démission au ministère va investir à Arcachon. En 1837, il cofonde, avec le baron d'Haussez, la Compagnie agricole et industrielle d'Arcachon, dont il est actionnaire et membre du conseil de gérance. La compagnie, en difficulté financière, sera dissoute en décembre 1846.

## Chemins de fer
Entre-temps, Wissocq a étudié en 1834 les projets d'un chemin de fer de Boulogne à Amiens et de Boulogne à Guines. Il a déposé en août 1845 un brevet d'invention de 15 ans pour des perfectionnements aux chemins de fer. Et cette même année 1845, il devient membre du conseil d'administration d'une nouvelle compagnie qui vise à obtenir une concession pour un chemin de fer de Rocroy à Reims.

## Préfet
Pendant la Deuxième République, il est nommé en avril 1848 par le ministre provisoire de l'Agriculture et du Commerce Eugène Bethmont dans une commission chargée d'étudier les questions qui se rattachent aux cours d'eau. Peu après, il demande et le 12 juin 1848 il obtient la fonction de préfet de la Charente-Inférieure. Républicain modéré et saint-simonien, il est révoqué le 20 novembre 1849 par Louis-Napoléon Bonaparte malgré la protection d'Édouard Drouyn de Lhuys.

## Ingénieur-entrepreneur en Espagne
Sous le Second Empire, il n'aura plus de fonction publique. Dans les années 1850-1860, il travaille comme ingénieur-entrepreneur en Espagne. Il obtient en 1853 une concession pour l'assèchement de grands marais du sud-est de la baie de Santander (Muelles y Terrenos de Maliaño),. C'est un grand projet d'urbanisation, prévoyant l'installation des entrepôts portuaires et des gares en dehors du centre-ville de Santander. Parallèlement, il fait des projets de plusieurs tracés de chemins de fer en Espagne, notamment en 1852 le tracé de Bayonne à Madrid, et ceux en Estrémadure et Andalousie. Il propose également un projet d'agrandissement du port de Saint-Sébastien.
Après la chute du Second Empire, il publie en 1872 un texte politique sur le redressement de la France : Du provisoire et du moyen d'en sortir au plus vite.

## Publications
- Le Saulnier de Vauhello, Wissocq, Cazeaux, Darondeau et Jehenne, Sondes d'atterrage de la côte sud ouest de la France et de la côte nord d'Espagne. Faites en 1828 - 1829.
- « Mémoire sur les barres qui se forment à l'entrée des rivières et sur les moyens de les détruire, et application aux barres de Bayonne et du bassin d'Arcachon », Académie des Sciences, séance du 12 mai 1834[20],[21].
- J. Gibbs et Émile Wissocq, Projet d'un Chemin de fer de Boulogne à Amiens. Projet d'un Chemin de fer de Boulogne à Guines. Rapports. Extrait du procès-verbal de la séance du 7 juillet 1835[22].
- Du frottement et des résistances dans les circuits de chemins de fer, Académie des sciences, séance du 17 novembre 1836[23].
- P.Daussy et P.E. Wissocq, Carte Générale de la Mer des Indes, 1837[24].
- Cazeaux et Wissocq, Éléments de chimie, orné de vignettes, 1838
- « Mémoire sur les travaux à exécuter pour améliorer l'entrée du bassin d'Arcachon » Paris, imprimérie Porthmann, 1839.
- « Memoria y estudio facultativo del ferrocarril extremeño-lusitano, 1853 (manuscrit inédit)[25].
- P.E. Wissocq et L. Krasinski, Improvement in the treatment of ores of metals of wthich the sulphates are soluble in water, British Patent Number 3212, 6 decèmbre 1866.
- Du provisoire et du moyen d'en sortir au plus vite, E. Lachaud, 1872[26].

## Honneurs
- Commandeur de l'ordre d'Isabelle la Catholique.
- Chevalier de l'ordre de Charles III d'Espagne.
- La zone d'activité Polígono Industrial Wissocq à Santander porte son nom.